# Jason Isringhausen
Jason Derik Isringhausen (né le 7 septembre 1972 à Brighton, Illinois, États-Unis) est un lanceur droitier de baseball qui joue dans les Ligues majeures de 1995 à 2012. Lanceur partant devenu stoppeur, il compte deux sélections au match des étoiles (2000 et 2004) et compte 300 sauvetages en carrière.

## Carrière
Jason Isringhausen est drafté le 3 juin 1991 par les Mets de New York. Il débute en Ligue majeure le 17 juillet 1995 et évolue comme lanceur partant. Il termine la saison à New York avec neuf victoires contre seulement deux défaites en 14 départs, et une moyenne de points mérités de 2,81 en 93 manches lancées. Il prend le quatrième rang au vote déterminant la recrue de l'année 1995 dans la Ligue nationale de baseball.
Il est transféré le 31 juillet 1999 chez les Athletics d'Oakland et est reconverti en stoppeur. Il est sélectionné à son premier match des étoiles un an plus tard.
Agent libre après la saison 2001, il signe chez les Cardinals de Saint-Louis où il joue pendant sept saisons. Sélectionné une deuxième fois au match des étoiles en 2004, il remporte le challenge du nombre de sauvetages (47) en Ligue nationale cette même saison. Il joue la Série mondiale 2004, perdue par les Cards, mais se blesse lors de la saison 2006 et ne participe pas sur le terrain à la victoire en Série mondiale 2006.
Le 19 août 2008, Jason Isringhausen quitte l'équipe à la suite d'un problème de tendons. Il signe chez les Rays de Tampa Bay le 20 février 2009 et commence la saison sur la liste des blessés avant de rejoindre l'effectif actif à la mi-mai. Il conserve une moyenne de points mérités de 2,25 en huit manches lancées pour les Rays, encaissant la défaite à sa seule décision. Le 13 juin, une autre blessure au coude met fin à sa saison.
En 2010, il lance en ligue mineure pour les Louisville Bats, club-école des Reds de Cincinnati. En février 2011, les Mets de New York lui offrent une nouvelle chance en lui offrant un contrat des ligues mineures et une invitation à leur entraînement de printemps. Il lance 53 matchs pour les Mets en 2011, mais est rarement utilisé comme stoppeur. Il retrouve ses anciennes fonctions après l'échange qui envoie Francisco Rodríguez à Milwaukee en juillet. Isringhausen réussit 7 sauvetages pour les Mets dans la seconde partie de la saison. Le 15 août 2011 face aux Padres de San Diego, il protège la 300e victoire de sa carrière et rejoint ainsi le membre du Temple de la renommée du baseball Bruce Sutter  pour le nombre de sauvetages. Il est le 23e releveur de l'histoire à atteindre le nombre de 300.
Le 22 février 2012, le lanceur âgé de 39 ans signe un contrat des ligues mineures avec les Angels de Los Angeles. 
Il dispute 50 parties et lance 45 manches et deux tiers pour les Angels, remportant trois victoires contre deux défaites. Sa moyenne de points mérités s'élève 4,14.
Âgé de 40 ans, Isringhausen accepte d'un poste d'entraîneur bénévole dans un collège en Illinois au début 2013 mais se dit ouvert à un retour au baseball majeur si l'occasion se présente.
De 1995 à 2012, Isringhausen est apparu dans 724 parties des majeures, dont 672 comme releveur. Il a joué dans 16 saisons, étant absent du jeu en 2010. Il compte 300 sauvetages, 51 victoires, 55 défaites et un 830 retraits sur des prises. Après la saison 2012, il est 22e sur la liste des meneurs pour les sauvetages dans l'histoire. Sa moyenne de points mérités en carrière se chiffre à 3,64. 